# Рђа и кост (филм)
Рђа и кост (фр. De rouille et d'os) је француско–белгијска филмска драма Жака Одијара из 2012, снимљена по истоименом роману Крејга Дејвидсона.

## Улоге
| Глумац          | Улога        |
| --------------- | ------------ |
| Марион Котијар  | Стефани      |
| Матијас Шунартс | Ало ван Верш |